# Konclusions
Konclusions è un singolo del rapper statunitense YG, pubblicato il 14 febbraio 2020 con Kehlani su etichetta Def Jam.

## Descrizione
Il singolo campiona il brano musicale Hail Mary di 2Pac, degli Outlawz e Prince Ital Joe del 1997.

## Tracce
Testi e musiche di Keenon Jackson, Kehlani Parrish, Tyrone Wrice, Yafeu Fula, Tupac Shakur, Rufus Cooper III, Katari Terrance Cox, Joe Paquette, Jahaan Sweet, Faraji Wright,  Matthew Samuels, 
Hussein Fatal, Allen Ritter.
1. Konclusions – 2:51

## Formazione
- YG – voce
- Kehlani Parrish – voce
- Allen Ritter – produzione
- Boi-1da – produzione
- Jahaan Sweet – produzione
- Dee Brown – registrazione
- Dave Kutch – mastering
- Jaycen Joshua – missaggio